# Lieux de La Roue du temps
 (mars 2017).
Si vous disposez d'ouvrages ou d'articles de référence ou si vous connaissez des sites web de qualité traitant du thème abordé ici, merci de compléter l'article en donnant les références utiles à sa vérifiabilité et en les liant à la section « Notes et références ».
Cette page recense les lieux où se déroule l'action de La Roue du temps, saga de fantasy créée par l'écrivain américain Robert Jordan.

## Altara

### Un pays isolé

Emblème des Altara

Emblème des Maison Mitsobar

L'Altara est un petit pays, bordé au Sud par la Mer des Tempêtes, à l'Ouest par l'Amadicia, par le Ghealdan au Nord, et à l'Est par l'Illian. L'emblème du pays est les deux Léopards d'or sur un fond rouge et bleu. L'Altara est dirigé par la reine Tylin Quintara Mitsobar, le Trône des Vents. Mais en réalité, son autorité n'est pas très grande et ne s'étend guère au-delà des environs de la capitale.
La capitale du pays est Ebou Dar, un port qui se situe à l'extrémité de la péninsule au Sud, et sur les rives de l'Eldar qui coupe la cité en deux. Si Ebou Dar est l'une des plus grandes cités au monde, elle est aussi l'une des plus réputées pour le danger dans ses rues, sous la forme de voleurs et d'escrocs, principalement dans le quartier pauvre, le Rahad. L'autre danger qui rebute les visiteurs, est la tendance marquée par ses habitants à régler leur différends par des duels. 
Le pays serait passablement prospère pour sa taille, avec la possibilité de commercer avec le Peuple de la Mer, par exemple, sans les luttes intestines entre les Maisons pour l'acquisition du pouvoir. Bien que cela ne soit pas aussi grave que dans le Murandy, le Trône n'a jamais appartenu à plus de deux personnes d'une même lignée depuis des siècles.
L'Amadicia cherche constamment à s'emparer de quelques lieues supplémentaires du territoire de l'Altara, sous l'impulsion du Seigneur Capitaine Commandant des Enfants de la Lumière Pedron Niall, et la reine Tylin doit faire preuve d'une grande habileté diplomatique pour se procurer le soutien qui empêche une totale annexion du pays. C'est sans doute la raison pour laquelle le roi ou la reine d'Altara a toujours comme conseiller un Aes Sedai, et le reconnaît officiellement, contrairement à la majorité des autres pays.

### Dangers en Altara
Lorsque le temps se dérégla, Elayne, Nynaeve, Aviendha et Brigitte se rendirent en Altara pour retrouver la Coupe des Vents. Mat alla avec elles en guise d'escorte, rendu inquiet par ce qu'il savait des dangers du Rahad.
À la moindre provocation - ou sans provocation d'ailleurs - des couteaux sont tirés et le sang coule, au point qu'il existe une expression couramment employée qui dit "Posez votre poignard et laissez marcher librement votre langue". La majorité des gens fortunés se déplacent avec une escorte pour éviter les agressions.
L'usage répété du poignard a donné lieu à une intéressante coutume concernant les couteaux chez les femmes. En effet, elles en portent un autour du cou, attaché à une chaîne, et l'aspect du fourreau, le nombre et le type de gemmes incrustés et la présence ou non d'émail indiquent respectivement la situation (célibataire, mariée, veuve), le nombre et le sexe des enfants, s'ils sont vivants, et, dans le cas contraire si la cause de la mort est un duel. Les enfants de plus de seize ans qui refusent un duel sont le plus souvent reniés et leurs pierres retirées.
Les jeunes femmes se répartirent donc par groupes de deux dans l'intention de retrouver cette Coupe, estimant que leurs talents à canaliser (et ses compétences à l'arc  dans le cas de Brigitte) doublé d'un déguisement et d'un regard noir les mettaient à l'abri des dangers.
Une fois retrouvée, elles se serviront de ses pouvoirs pour essayer de repousser une nouvelle vague d'assaut venue du Seanchan.
Rand al'Thor sera néanmoins obligé de livrer bataille à leurs forces en Altara dans le but de les rejeter à la mer.

### Ebou Dar
Ebou Dar est la ville capitale d'Altara. C'est un port qui se situe à l'extrémité de la péninsule au sud, sur les rives de l'Eldar qui coupe la cité en deux. Si Ebou Dar est l'une des plus grandes cités au monde, elle est aussi l'une des plus réputées pour le danger dans ses rues, sous la forme de voleurs et d'escrocs, principalement dans le quartier pauvre, le Rahad. L'autre danger qui rebute les visiteurs est la tendance marquée par ses habitants à régler leur différends par des duels.

#### Histoire
Ebou dar fut originellement construite sous le nom de Barashta dans les années qui suivirent la Destruction du Monde. Elle était la capitale de Eharon, l'une des dix nations. Barashta fut détruite durant les guerres trolloques. Elle fut ensuite reconstruite et étendue. Elle devint la capitale de Shiota. Elle fut capturée par le faux dragon Guaire Amalasan et quelques années plus tard par Arthur Hawking.
Plus tard, la nation d'Altara se forma autour d'Ebou Dar qui en était la plus grande ville et le premier port. Ebou Dar n'en était cependant pas réellement la capitale : les rois et reines d'Ebou Dar ne gouvernaient pas beaucoup plus que la ville elle-même.

## Amadicia et Amador

Emblème des Amadicia

L'Amadicia se situe au sud du Ghealdan, au sud-est des Montagnes de la Brume et du Tarabon. La frontière au sud est définie par l'Océan d'Aryth, et à l'est par la rivière Eldar.
L'emblème de l'Amadicia est la fleur de chardon rouge avec une étoile à six branche sur champ rayé horizontal bleu et or. La capitale Amador se situe grossièrement au centre du pays. Elle est le lieu d'habitation du Roi Ailron dans son palais de Serenda. Non loin de la frontière se trouve la ville de Salidar, où se sont réfugiés les Aes Sedai rebelles et leur liges. Le pays est relativement riche, et sous la coupe des Blancs Manteaux. La majorité des domaines seigneuriaux est construite en bois, et non en pierre pour ne pas représenter de menace.
La cour du roi est splendide, richement décorée, et les nobles et courtisans qui y viennent sont tous habillés à la dernière mode la plus resplendissante et luxueuse.

### Coutumes et lois

Emblème des Enfants de la Lumière

Même si le pays est théoriquement dirigé par le Roi Aileron, en réalité, c'est Pedron Niall, le Seigneur Capitaine Commandant des Enfants de la Lumière (Blancs Manteaux) qui dirige le pays d'une main de fer avec ses milliers de soldats. Niall est l'un des plus brillants stratèges au monde, il est l'un des Cinq grands Capitaines. Ses talents tant militaires que politiques en font un homme redoutable. Toute sa vie il a œuvré pour étendre l'influence des Enfants de la Lumière, notamment aux dépens de l'Altara et du Murandy
.
L'ordre le plus sévère règne dans le pays. En effet, les Blancs Manteaux punissent sévèrement les voleurs de n'importe quelle importance. Ceux-ci ne peuvent être pris que trois fois. La première ils sont marqués au fer rouge sur le front, la deuxième on leur coupe la main, et à la troisième fois ils sont pendus.
De même, étant donné la haine farouche que les Blancs Manteaux portent aux Aes Sedai, il est formellement interdit à toute personne sachant canaliser, ou tout simplement ayant reçu une instruction à la Tour, de se trouver dans le pays, sous peine de mort. Étant donné la méfiance régnant à l'égard du Pouvoir Unique, les femmes ne s'occupent pas des soins comme les Sagesses dans d'autres pays, mais ce sont les hommes qui apprennent l'art de guérir avec les simples.

### Les Luttes de l'Amadicia
Au fil des ans, l'Amadicia a participé à de nombreuses guerres. Comme beaucoup d'autres pays, ils ont pris part à la Guerre des Aiels, durant laquelle Pedron était commandant en second de toutes les forces en présence.
Ils ont étendu leur territoire de manière significative en annexant des lieues de terrain à l'Altara et au Murandy qui étaient trop faibles pour espérer pouvoir se défendre.
L'Amadicia a aussi fait la guerre à l'Illian, où seul le génie militaire de Pedron Niall empêcha la défaite grâce à une brillante intuition de sa part.
L'Amadicia s'est aussi interposé dans les guerres entre l'Arad Doman et le Tarabon pour la possession de la Plaine d'Almoth, ce qui leur valut de subir les premiers l'attaque des forces Seanchans lors de leur débarquement à Falme, où la légion d'Enfants de la Lumière fut pulvérisée par les Damanes qui maîtrisent le Pouvoir Unique.
Les fidèles du Dragon qui suivent Masema ne tardèrent pas à déclarer la guerre à l'Amadicia, donnant fort à faire à ses soldats pour garder les frontières du pays contre cette armée hétéroclite de dizaines de milliers de pillards, voleurs et réfugiés.
Pendant ce temps, Aileron et Niall retiennent pratiquement Morgase Trakand prisonnière à l'insu de tous pour lui forcer la main et la faire signer des traités qui donneraient plus de pouvoir aux Blancs Manteaux.

## Andor
Pour les articles homonymes, voir Andor.

Emblème des Andor

Emblème des Maison Trakand

L'Andor est un des plus vastes pays formés après l'effondrement du grand royaume d'Arthur Aile-de-Faucon. Il s'étend au nord du Murandy et du Ghealdan jusqu'aux prairies de Caralain, et des Montagnes de la Brume à l'Ouest jusqu'au Cairhien à l'Est.
Le royaume fut fondé à l'origine par Ishara, fille du Gouverneur de l'époque, et le général Souran Maravaile qui, accompagné de son armée, prêta allégeance à Ishara, reconnaissant en elle la première Reine d'Andor. Par la suite, le trône du Lion Blanc continua de revenir à la première fille de la lignée, de génération en génération.
Cette dernière est appelée Fille-Héritière d'Andor, et la tradition veut qu'elle choisisse un Prince de l'épée le jour de son accession au trône (généralement un frère, un membre de la famille ou une fine et vaillante lame).
Contrairement à d'autres qui avaient tenté d'étendre inconsidérément leur royaume par la guerre, la Reine Ishara avança progressivement, étendant lentement son influence sur la région et conservant ses acquis, et s'assurant l'appui des Aes Sedai qui fournissent, en plus de leur soutien, une conseillère à la Reine. En contrepartie de cette aide, la Fille-Héritière est envoyée faire ses études à Tar Valon où elle reçoit l'enseignement propre aux Aes Sedai avant de revenir sur le trône avec la bague du Grand Serpent au doigt.
L'Andor est un pays riche, qui tire son minerai précieux des Montagnes de la Brume et qui entretient depuis vingt ans des relations commerciales avec le Cairhien et le Murandy, après avoir fait la guerre auparavant aux premiers. Leurs relations se sont améliorées depuis l'époque de la guerre des Aiels.
La capitale est à Caemlyn, superbe ville aux hautes murailles, dont les maisons les plus anciennes et les plus belles ont été bâties par les Ogiers, ce qui fait d'elle la plus prestigieuse et l'une des plus grandes de toutes les cités après Tar Valon, dit-on généralement.
Les deux autres plus grandes villes d'Andor sont Pont Blanc (où coule la Manetherendrelle) et les Quatre-Rois non loin de Caemlyn.
Les soldats d'Andor sont disciplinés et font régner l'ordre dans le pays en arborant fièrement le rouge, couleur de la Reine. On les appelle d'ailleurs les Gardes de la Reine et ils lui prêtent serment d'allégeance.
Certains habitants d'Andor ignorent qu'ils appartiennent à un Royaume : c'est le cas des Deux-Rivières. En effet, pas un  collecteur d'impôt n'est venu en plusieurs décennies, ni aucun des gardes de la Reine. L'influence des reines d'Andor commence en fait à faiblir légèrement depuis quelques années.
La souveraine d'Andor dans le cycle est la Reine Morgase, dotée d'une grande force de caractère et d'une grande beauté, un redoutable talent pour la stratégie et l'art de jouer au Jeu des Maisons. Sa fille Elayne Trakand est la Fille-Héritière tombée amoureuse de Rand, et qui fait son possible pour l'aider au milieu des intrigues où il est empêtré tout en poursuivant sa formation d'Aes Sedai.
Quand Morgase fuit Caemlyn et le seigneur Gaebril, qui s'empare progressivement du pouvoir et détient alors la majorité des forces militaires d'Andor, tout le monde la croit morte. Rand vient donc à Caemlyn dans le but de la venger et tue Rahvin. Il s'instaure alors en régent d'Andor en attendant de pouvoir rendre le trône à Elayne. Il tente de faire revenir les anciens alliés de Morgase à la cour, mais ceux-ci ne lui font pas vraiment confiance, tandis que les ennemis de Morgase qui étaient restés après la « mort » de Morgase tentent en vain de le manipuler par leur langage mielleux et leurs flatteries.

Maisons d'Andor
Maison Anshar
Maison Arawn
Maison Baryn
Maison Caeren
Maison Carand
Maison Coelan
Maison Mantear
Maison Marne
Maison Norwelyn
Maison Pendar
Maison Sarand

### Caemlyn
Caemlyn est la capitale de l'Andor. C'est le siège du pouvoir de la reine d'Andor.

#### Urbanisme
La cité, bâtie sur des collines, est constituée de trois parties concentriques :
- Au centre de la ville, sur la plus haute colline, se situe le palais royal d'Andor. Construit par les Ogiers, il fait la fierté de la cité, dressant ses flèches immaculées et son architecture délicate, et cependant redoutable. Le palais abrite des jardins regorgeant de fleurs.

- Autour du palais, on trouve la Ville intérieure, ceinte par une première muraille. C'est une cité vieille de 2 000 ans, bâtie elle aussi par les Ogiers. Les murailles sont d'un blanc éclatant, et les bâtiments plus beaux les uns que les autres. La Ville intérieure est sillonnée par la voie royale, qui serpente à flanc de colline jusqu'au palais.

- Autour de la Ville intérieure, on trouve la Cité Nouvelle, encore nommée ainsi malgré ses 1 000 ans d'existence. La Cité nouvelle est construite en briques et ceinte d'une seconde muraille, celle-ci en pierre grise rayée de blanc, d'une hauteur de cinquante pieds.

La ville basse, Basse-Caemlyn, très peuplée, se trouve hors les murs de Caemlyn, au pied de la muraille.

#### Centre du monde
Camelyn s'inscrit dans la série comme un lieu important, d'abord à cause de sa position vis-à-vis du monde inventé par l'auteur (elle se situe au centre du monde), mais aussi car elle est une étape sur la plupart des itinéraires.
La cité est en effet à la croisée de quatre routes : au nord vers Tar Valon, à l'ouest par la route des Quatre Rois, au sud par la route de Far Madding, à l'est vers Aringill par la route de la rivière Erinin.

## Arad Doman

Emblème des Arad Doman

L'Arad Doman se situe au Sud-Est de la Saldaea et au Nord de la Plaine d'Almoth, le long de la côte de l'Océean d'Aryth.
La capitale est Bandar Eban, qui sert surtout de lieu de transaction avec le Peuple de la Mer, la Saldaea et le Tarabon. C'est du commerce qui vient la richesse de l'Arad Doman, surtout grâce aux talents de négociatrices des Domanies.
Le pouvoir est attribué à un roi, élu par le Conseil des Marchands, qui compte des hommes et des Femmes parmi les plus riches et les plus habiles négociateurs (c'est pourquoi il comporte beaucoup de femmes). 
Depuis des siècles, l'Arad Doman est à la limite de l'état de guerre avec le Tarabon pour la possession de la Plaine d'Almoth, une grande étendue de terre qui sépare leurs deux pays. Les escarmouches sont nombreuses, mais jusqu'à une date récente les hostilités véritables n'ont jamais démarrées, laissant un climat de mépris et de tension entre leur habitants.
Les Domanis
La particularité la plus célèbre de l'Arad Doman tient en un seul mot : Domanies. Ces femmes au teint cuivré sont éduquées dès l'enfance à l'art de la séduction des hommes. Leur réputation sulfureuse n'est pas surfaite, car les Domanies sont les maîtresses incontestées de la manipulation des êtres de sexe masculin, elles s'habillent de robes presque transparents ou très moulantes qui choquent considérablement dans les autres pays malgré le fait qu'elles les couvrent entièrement. Elles discutent souvent entre elles de leur méthodes et des manières de les peaufiner. On dénombre par exemple pas moins de cent sept manière d'effleurer la joue d'un homme (d'après Leane Sharif une Domanie Aes Sedai) avec des résultats garantis. Malgré tout, elles se laissent rarement pousser plus loin qu'un simple sourire provocateur, au grand dépit de leur victimes. Certains auberges portent des noms provocateurs, souvent inspirés de ces dames, comme "le Baiser de la Domanie".  C'est en utilisant ces talents particuliers, ainsi qu'à un art certain pour la négociation qu'elles arrivent à embobiner les personnes désirant commercer avec elles. Car les Domanies ne sont pas que des séductrices, elles sont aussi de dangereuses adversaire. On dit que si son homme tombe au combat, une Domanie prend ses armes et va le venger.
Les hommes au contraire sont réputés pour leur caractère emporté (sauf avec leur femmes). Ils portent des moustaches fines et assez longues, ainsi que des boucles d'oreilles en abondance. Les femmes arborent des bijoux symbole de leur famille et qui font leur fierté.
Hommes et femmes mangent des plats abondamment épicés avec des fines baguettes, ce qui complique énormément la tache à ceux qui n'y sont pas habitués. Leur coutumes alimentaires sont néanmoins de mode dans certains pays proches comme le Tarabon malgré l'hostilité entre les deux pays.
Dans la Roue du temps, Leane se met à utiliser son art après avoir été désactivée afin d'amoindrir les difficultés rencontrées sur la roue, notamment lors du procès dirigé par Gareth Bryne, et avec un certain succès. Elle donnera d'ailleurs de nombreux conseils à Elmindreda Farshaw (Min) dans ce domaine.

## Cairhien

### Géographie et histoire

Emblème des Cairhien

Emblème des Murandy

Emblème des Shienar

Emblème des Tarabon

Emblème du Panarque de Tarabon

Le Cairhien est un pays qui s'étend entre la rivière Erinin et l'Échine du Monde, au Sud de la Dague du Meurtrier-des-Siens.
La principale cité du Cairhien est la ville qui porte son nom.
Le Cairhien était un pays riche, qui profitait beaucoup de son commerce avec les Aiels de la Terre Triple, et pendant cinq cents ans les choses allèrent au mieux pour ses habitants, même s'ils livraient assez souvent des batailles à l'Andor.
Puis le Roi Laman fit abattre l'Arbre, que les Aiels leur avait donné en signe d'amitié, pour s'en faire un trône. Furieux, les Aiels se rassemblèrent, et livrèrent pendant deux ans la terrible Guerre des Aiels (976-978 N.E). Même si de nombreux états s'allièrent au Cairhien contre les Aiels, ceux-ci furent victorieux. Ils pillèrent la capitale Cairhien, et avancèrent victorieusement jusqu'à Tar Valon jusqu'à ce qu'ils aient tué Laman et se soient vengés de lui. Ils retournèrent alors chez eux, laissant aux Tueurs-de-l'Arbre un pays dévasté et rongé par la peur.
Depuis lors, les terres arables furent désertées près de l'Échine du Monde, et le Cairhien souffrit férocement de famine.
L'Andor lui fournit alors des vivres pendant une vingtaine d'années, et le pays sembla retrouver une partie de sa puissance.
Mais après l'assassinat du roi Galldrian et de Barthanes Damodred (le seigneur le plus puissant du pays après Galldrian, descendant de l'ancien roi Laman), le pays plonge tout entier dans la guerre civile, précipitant sa ruine.
Les choses empirent encore, quand Couladin des Aiels Shaidos se proclame lui aussi Car'a'Carn (censé unir les clans sans cesse divisés et les mener à la guerre) et ravage le Cairhien, poursuivit par Rand et les autres clans Aiels. La cité de Cairhien est assiégée par cent soixante mille Aiels lors de la Bataille de Cairhien. Les faubourgs sont ravagés, et la cité échappe de peu à la conquête, avant que Rand ne parvienne à remporter la victoire et chasser les Shaidos.
Rand prend alors le pouvoir au Cairhien et s'instaure en régent. Il empêche les Tearens de morceler le Cairhien pour en faire leurs domaines, et agit de son mieux pour panser l'honneur des Cairhien vaincus qui l'acceptent en sauveur, avant toutefois de tenter de le manipuler, mais en vain. N'étant pas disponible pour s'occuper constamment des affaires du royaume, il confie une importante partie des responsabilités à Rhuarc et à Berelain la Première de Mayenne.
Son intention est de donner le trône du Cairhien à Elayne qui est la plus proche héritière dans l'ordre de succession.

### Les Cairhienins

Emblème des Maison Saighan

Les habitants du Cairhien sont réputés pour leur pratique des plus intensives du Daes Dae'mar : le Grand Jeu (appelé aussi le Jeu des Maisons), qui consiste à intriguer, comploter, manipuler les autres pour obtenir des avantages politiques ou économiques ainsi qu'une plus grande influence seigneuriale. Cette longue pratique du Grand Jeu en fait d'adroits intrigants, mais aussi des gens méfiants, sans cesse à l'affût d'un avantage quelconque. Contrairement aux autres pays, presque tout le monde joue au Daes Dae'mar au Cairhien, aussi bien les nobles que les serviteurs.
Cela mis à part, les Cairhienins sont des gens sensés qui suivront toujours celui qui,  ayant plus de choses à leur apporter, leur paraîtra le plus fort. Les personnages les plus connus du Cairhien sont sans conteste Galldrian, Moiraine Damodred qui est d'ascendance noble du pays, et Aludra de la Guilde des Illuminateurs.
L'emblème du pays est un soleil d'or rayonnant issant d'un champ d'azur et il est fièrement arboré par les Cairhienins.
Même si le temps a passé depuis la première Guerre des Aiels, il subsiste encore une très profonde antipathie entre les deux peuples, ravivée par la seconde guerre contre les Aiels.

## Deux-Rivières

### Géographie

Emblème des Deux-Rivières, l'aigle écarlate

Le pays des Deux-Rivières (appellation locale des habitants ne sachant pas que cette région appartient au Royaume d'Andor) se situe au sud de Baerlon, dans l'Ouest du pays. Bordé au Nord par la Taren, et au Sud par la Rivière Blanche, le pays tire son nom de là. À l'Ouest du pays, on peut voir les collines de sables, et plus loin les Montagnes de Brume. On trouve au Sud le Bois de l'ombre et à l'Est le Bois humide.
Cette région est principalement composée de fermes, souvent isolées, mais on y trouve aussi des villages, tels que le Champ d'Emond au Centre, la Tranchée-de-Deven au Sud, Taren-au-Bac au Nord. 
Le Champ d'Emond est l'endroit d'où part la source du Vin, une petite rivière qui se dirige ensuite vers le Bois humide, se divisant en de multiples cours.

### Histoire
Là où se tiennent les Deux-Rivières, il y avait autrefois un pays immense, qui allait de l'Est de la Plaine d'Almoth jusqu'au Ghealdan au Sud. Son nom était Manetheren. Il est dit de ce pays qu'il était une épine dans la main du Ténébreux tellement la hargne des habitants à lutter contre l'ombre était forte. Ce pays n'existe plus depuis les Guerres Trollocs (2000 ans avant le début de l'histoire), trahi par ses anciens alliés, dévastés par les Trollocs. Cependant l'ancien sang est fort chez les habitants de cette région, même si la mémoire de leur origine est perdue dans les limbes du temps. 
Le dernier Roi de Manetheren était Aemon, et la Reine une Aes Sedai. Un jour les Trollocs lancèrent une vaste armée contre Manetheren, et ses soldats qui étaient partis au loin durent marcher d'un bond pas sur des centaines de lieues pour rejoindre leur pays, sachant qu'a leur arrivée il serait trop tard. Ils persévérèrent néanmoins tant et si bien qu'ils finirent par arriver à temps. Toutefois, l'armée adverse était telle qu'ils ne pouvaient espérer remporter la victoire. Leurs alliés leur dirent de tenir trois jours, alors qu'une seule heure pouvait suffire pour être vaincus, trois jours avant que les renforts ne leur parviennent.
Alors les soldats de Manetheren se battirent, pendant des jours, et les renforts ne venaient pas. Les gens qui au début avaient commencés à s'enfuir pendant que les soldats essayaient de garder leurs arrières firent progressivement demi-tour pour prêter main fortes sur le front. Cela ne suffit pas, et Aemon finit par trépasser. Apprenant la nouvelle, son épouse Aes Sedai canalisa le Pouvoir Unique en une telle quantité que les Trollocs furent repoussés, mais elle-même se carbonisa et la capitale fut ravagée, ne laissant que des ruines dans les Montagnes de Brume. Depuis lors, ayant estimé que ses habitants avaient payés assez cher le droit de rester sur leur terre, ils décidèrent de continuer à y vivre, et rien par la suite, aussi bien le climat que la guerre ne les empêchèrent de rebâtir à chaque fois que c'était nécessaire, quand bien même les souvenirs du temps jadis furent perdus.
Les Deux-Rivières est le premier endroit de la Roue du Temps qui est présenté. C'est le pays natal de plusieurs des personnages principaux, parmi eux Rand al'Thor, Matrim Cauthon, Perrin Aybara, Egwene al'Vere et Nynaeve al'Meara.
Les Deux-Rivières ont subi depuis quelque temps plusieurs attaques de la part d'Engeances de l'Ombre et d'Enfants de la Lumière. Les habitants, jusque-là très pacifistes, ont dû se défendre et ont fait preuve de grandes capacités à se battre, repoussant une armée de plusieurs milliers de Trollocs. La bataille principale fut livrée au Champ d'Emond, et Perrin prit le commandement de la défense, remportant la victoire après un combat acharné et meurtrier dans les deux camps. C'est aussi lui qui avait poussé les gens (grâce à sa capacité de Ta'veren) à se regrouper et à combattre pour défendre leur pays et non plus attendre que la tempête passe.

### Organisation politique de la Région
Avant ces évènements, les villages des Deux-Rivières étaient menés par les maires de villages, assistés par le conseil du village. Un problème qui concerne l'ensemble des Deux-Rivières est débattu entre les conseils des villages qui se réunissent pour trouver une solution ensemble.
D'autre part, il y a le cercle des femmes, qui contrôle tout ce qu'elles considèrent comme n'étant pas du ressort des hommes. Ces deux conseils entre souvent en lutte, finissant souvent lorsque les hommes se font blâmer par leurs femmes, sous prétexte qu'ils ne doivent pas se mêler des affaires du cercle (bien que celles-ci fassent très souvent preuve d'ingérence à ce niveau là). Les hommes aussi bien que les femmes étant réputés pour leur caractère têtu, ces discussions peuvent assez souvent être animées et les deux partis rester sur leurs positions respectives.
Le cercle des femmes choisi la Sagesse du village, une femme qui guérit les maladies (humaines et animales), prédit le temps (bien que cette capacité ne se trouve pas chez toutes les Sagesses) et annonce quand semer et ramasser les récoltes. D'une grande autorité, la Sagesse préside très souvent le cercle des femmes et ne se laisse pas démonter par le conseil du village, allant parfois jusqu'à "convaincre" celui-ci de ne pas agir de façon inconsidérée. la Sagesse fait aussi office de surveillant, pratiquement au même titre que le Maire, n'hésitant pas à donner des punitions à ceux qui ne se comportent pas convenablement, bien que cela concerne en général surtout les enfants et les jeunes.
Depuis l'attaque des Trollocs sur les Deux-Rivières, les habitants ont unanimement reconnus Perrin comme Seigneur des Deux-Rivières, l'appelant Perrin-les-Yeux-d'Or. Le conseil du village existe toujours, mais les jugements rendus le sont par Perrin et sa femme, Faile Bashere. Même le cercle des femmes semble moins enclin à argumenter avec leur seigneur qu'avec le conseil du village. De nombreuses modifications sont ainsi survenues aux Deux-Rivières. Les habitants essayent d'apprendre à se comporter avec un noble, faisant des révérences et l'appelant "mon seigneur", alors que certains d'entre eux l'ont vu grandir. Perrin et Faile se chargent quant à eux des nombreux problèmes posés par les troubles, aussi bien à l'intérieur du pays, qu'apportés de l'extérieur par la guerre, la rumeur et l'exil des populations qui doivent être accueillies.
Le symbole des Deux-Rivières est inspiré de celui de Manetheren, un aigle écarlate sur fond bleu, et le symbole de Perrin un loup rouge sur fond blanc.

### Caractéristiques des Deux-rivières
Les principales productions économique des Deux-Rivières sont le tabac et la laine, reconnus partout dans le monde comme étant de très bonne qualité. Les gens des Deux-Rivières sont très souvent des bergers. Ils élèvent des moutons et des vaches, produisant pour subvenir à leurs besoin. Cependant, les récents troubles les ont forcés à se regrouper de plus en plus pour leur protection mutuelle.
Les évènements qui se sont produits en Arad Doman et au Tarabon ont conduit de nombreux réfugiés à tenter de se réfugier dans les Montagnes de Brume, et ils sont finalement arrivés aux Deux-Rivières, apportant de nouvelles techniques (utilisation de tuile, nouvelles méthode de tissage de la laine, utilisation de briques, styles vestimentaires) provoquant une évolution dans toute la région.
Il est dit des habitants de cette région qu'ils sont obstinés, allant même jusqu'à dire qu'ils donnent des leçons aux pierres et qu'ils peuvent apprendre aux ânes qu'ils élèvent à être têtues. Ils sont aussi réputés pour être aimables, sauf s'ils ne veulent pas faire quelque chose, en quel cas ils se braquent et il est impossible de les faire changer d'avis. Rand notamment qui a été éduqué dans les Deux-Rivières, reçoit régulièrement des commentaires sur son obstination et son entêtement.
Tous les ans à Bel Tine qui célèbre l'arrivée du printemps, est organisée une fête au centre du village. Cet évènement est l'occasion de nombreuses réjouissances, comme des banquets (et beuveries), des feux d'artifice, des concours très divers (tir à l'arc, combats au bâton, jeux d'agilité, etc.), ainsi que l'invitation occasionnellement d'un ménestrel. De même, pendant Bel Tine les jeunes femmes en âge de se marier vont danser autour d'un poteau dressé près d'un grand feu de joie, et les jeunes hommes vont alors leur demander leur main comme le veut la coutume. La coutume veut aussi que les hommes du pays sont prêts à prendre de sérieux risques pour protéger une femme du danger. Pas autant qu'au Shienar, mais toutefois il reste inconcevable pour un de ses habitants de faire le moindre mal à une femme (ce qui posera d'ailleurs des problèmes à Rand quand il sera confronté à Lanfear).
Les jeunes des Deux-Rivières sont généralement de bon chasseurs, utilisant leur temps libre pour aller dans la forêt chasser. Ou tout simplement partir en quête d'"aventures" (Rand, Mat et Perrin sont réputés pour avoir beaucoup voyagé à l'intérieur des Deux-Rivières pour des natifs du pays). Beaucoup ont développé de bonnes capacités à passer inaperçu et à se déplacer silencieusement, leur permettant de servir d'éclaireurs ou de pisteurs aux hommes de Perrin et de tendre de redoutables embuscades aux Trollocs qui se sont aventurés près de chez eux. Les femmes aussi ne sont pas dénués de ce genre de talents, comme Nynaeve par exemple qui possède de très bonnes capacités pour suivre quelqu'un, arrivant à suivre Lan à la trace jusqu'à Baerlon pour rattraper les jeunes de son village. Les gens des Deux-Rivières sont très bon avec des arcs, qui sont souvent considérés par les autres comme de taille démesurée (Rand utilise un arc aussi grand que lui au Shienar et personne d'autre que lui et Perrin n'arrivent à en tendre la corde. La portée est considérable, mais le temps de tir plus important) et aussi avec des frondes.

## Ghealdan

### Géographie

Emblème des Ghealdan

Le Ghealdan est un pays de dimensions moyennes au Sud des Deux-Rivières (en Andor), au Nord de l'Amadicia et à l'Est des Montagnes de Brumes.
Le pays comporte de nombreuses forêts, ainsi que des cours d'eau en suffisance qui permettent au pays de faire de fructueux échanges commerciaux avec ses voisins.
Les minerais issus des Montagnes de Brumes peuvent ainsi être acheminés vers l'Altara au Sud, le Murandy à l'Est, et Illian où le Tear via la Mer des Tempêtes. 
Le pays, modérément riche est dirigé par un monarque qui dispose du pouvoir de lever les impôts et les armées. Le drapeau du Ghealdan, trois étoiles d'argent disposées sur un fond rouge trône fièrement au centre des villes fortifiées d'un mur de pierre.
La capitale, Jehannah se situe au Nord du Pays, non loin des montagnes, et relativement isolée des autres grandes cités.
Une autre ville d'importance, mais plus secrète, Salidar, est le refuge des Sœurs de la Tour Blanche qui ont refusé d'accepter la destitution de Siuan Sanche de son poste d'Amyrlin.
Le pays est relativement tranquille en temps normal, bien que ses habitants soient assez méfiants envers les étrangers.
La première véritable source d'agitation dans le pays fut la proclamation de Logain s'annonçant le Dragon Réincarné. Il rassembla autour de lui une armée, et remporta une grande victoire contre les soldats du roi avant d'être capturé au-delà des limites du pays.

### Sous le joug du Prophète
Les choses au Ghealdan commencèrent à mal tourner lors de l'arrivée d'une bande d'hommes du Shienar, et particulièrement Masema, qui allait très bientôt se faire appeler le Prophète.
Ayant rencontré Rand al'Thor et l'ayant vu combattre Ishamael (qu'il croit à tort être le Ténébreux), Masema est empli d'une vénération sans bornes pour le Dragon Réincarné.
Prêchant à des foules de plus en plus nombreuses son retour, le Prophète plaça Rand pratiquement sur un pied d'égalité avec le Créateur, voire affirme qu'il est, véritablement, le Créateur.
Le roi actuel, Johanin, ne voulut pas accepter l'accroissement du Prophète, et il fut assassiné. Pour des raisons semblables, ses deux premiers successeurs ne durèrent chacun que quelques jours. Alliandre Maritha Kigarin, la quatrième reine fit preuve de plus de subtilité.
Les foules rassemblées par le Prophète comptant désormais plusieurs dizaines de milliers de personnes, elle décida de ne pas envoyer l'armée (cette manœuvre ayant déjà échouée par le passé, l'armée royale cinq fois moins nombreuse avait été mise en déroute par les Partisans du Dragon).
Depuis lors, les villes du pays subirent chacune leur tour famines et incendies tandis que les Fidèles du Dragon se déplacent pour recruter de gré ou de force de nouveaux conscrits. Pendant ce temps, le Prophète impose sa loi à Alliandre qui essaye tant bien que mal de maintenir la cohésion du pays déchiré entre partisans et opposants au Dragon.

## Illian

### Histoire et géographie

Emblème des Illian

Drapeau personnel d'Mattin Stepaneos

Emblème des Tear

L'Illian est un pays tourné vers le commerce maritime, car il borde la Mer des Orages au sud. Fondée après la Guerre de Cent Ans par Nicoli Merseneos, la ville s'est progressivement étendue en renforçant son pouvoir et sa flotte. À l'est de l'Altara, l'Illian entretient de bonnes relations avec elle et le Murandy et a déjà par le passé lutté à leur côtés contre les Blancs Manteaux dirigés par Pedron Niall avec succès. Au contraire, depuis plus d'un millénaire, il existe une rivalité farouche entre les natifs d'Illian et ceux du Tear. Ces deux pays se sont livrés à de nombreuses reprises une guerre sans merci, et n'attendent qu'une provocation, ou une simple excuse pour pouvoir recommencer à exercer leur mépris ancestral. 
L'Illian est un pays relativement riche, connu pour être le premier producteur de cuir au monde dans les nombreuses tanneries du pays, ainsi évidemment que l'un des premiers exportateurs de produits de la mer avec leurs rivaux du Tear.
La capitale du pays est Illian, elle se situe au bord de la mer et elle est entourée de marais. C'est une ville d'envergure, aussi vaste que Caemlyn en Andor, elle ne dispose toutefois d'aucun mur de protection comme de nombreuses cités d'importance. En revanche, de très nombreuses tours de pierres et des palais d'une hauteur vertigineuses sont devenus le signe distinctif de la ville. Celle-ci possède de nombreux canaux qui la parcourent et qui permettent l'acheminement de denrées commerciales ou de personnes plus facilement que par voie terrestre. Toutefois, la senteur nauséabonde qui se dégage du mélange d'odeurs du cuir et des poissons a tendance à rebuter les visiteurs. Les Illianiers donnent au lieu de leur cité des noms fleuris, avec, ou non l'intention de surprendre les étrangers qui n'y sont pas habitués.
Une fois les Réprouvés libérés, l'Illian tomba sous le pouvoir de Sammael se faisant appeler Seigneur Brend, un membre du Conseil des Neuf.

### L'influence de l'Illian sur le monde
L'Illian est dirigée à la fois par un roi, par un conseil composé de neuf seigneurs, et par une assemblée élue. En réalité, les rivalités entre chacun de ces trois organes du gouvernement laissent aux Illianiers la possibilité de se diriger par eux-mêmes.
Une intéressante anecdote sur ces rivalités peut être citée à titre d'exemple évocateur. Le Conseil des Neuf ayant demandé au roi de se construire un palais à leur goût, celui-ci donna son accord à la seule condition que le bâtiments soit moins grand que son magnifique palais. Le Conseil des Neuf en fit alors construire une réplique exacte dans les moindres détails, avec une taille très légèrement inférieure. 
L'armée d'Illian est composée entre autres des célèbres Compagnons. Ceux-ci forment une troupe d'élite qui est engagée au plus fort des combats dans les situations les plus périlleuses ou dans des missions les plus importantes comme la protection du roi.
Contrairement à de nombreux autres pays, les promotions chez les Compagnons se font uniquement au mérite, même si la personne est complètement étrangère à Illian. On sait ainsi que Tam al'Thor fut le Commandant en second des Compagnons pendant la guerre des Aiels.
Lorsque la Grande Quête du Cor est lancée (chose qui s'est produite d'assez nombreuses fois au cours des millénaires), le départ se fait à Illian, où les Chasseurs du Cor prêtent serment devant la foule assemblée pour assister au spectacle.
Plus tard Perrin et Moiraine partirent à la recherche de Rand al'Thor, ils passèrent par Illian où Sammael lança sur eux les Chiens de l'Ombre qui faillirent les tuer et ils durent fuir au plus vite.
Quand Rand s'empare du Tear, les Teariens le poussent à déclarer la guerre à l'Illian, mais Rand refuse fermement, sachant qu'il lui faudrait trouver un plan pour se débarrasser de Sammael s'il voulait jamais prendre la ville, et que cette guerre conduirait des milliers de personnes à la mort.
Plus tard cependant, Rand pressé par la nécessité rassemble la plus grosse armée que le monde ait connu depuis mille ans, composée de plusieurs centaines de milliers d'Aiels, de soldats du Tear et de Mayenne et s'apprête à frapper Illian. Sammael inquiet propose à Rand de ne pas s'attaquer mutuellement jusqu'à la Tarmon Gaidon, ce que Rand refuse.
Malgré de nombreuses difficultés, des pièges tendus, des diversions opérés avec les Aiels, dans Une couronne d'épées Rand réussi finalement à se débarrasser de Sammael à Shadar Logoth et il est couronné Roi d'Illian, le précédent ayant disparu lors de la prise de la ville.

## Mayenne

Emblème des Mayenne

### Géographie et pouvoir

Emblème des Saldaea

Emblème des Maison Bashere

Bannière du Traître

## Seanchan

Emblème des Seanchan

## Tar Valon

Emblème des Tar Valon